# آیلین سجویک
آیلین سجویک (انگلیسی: Eileen Sedgwick؛ ۱۷ اکتبر ۱۸۹۸ – ۱۵ مارس ۱۹۹۱) یک هنرپیشه اهل ایالات متحده آمریکا بود.